# Боденштедт, Фридрих
Фридрих Боденштедт (нем. Friedrich Martin von Bodenstedt; 22 апреля 1819 год, Пайне, Нижняя Саксония — 18 апреля 1892 года, Висбаден) — немецкий прозаик, переводчик и поэт.

## Биография
Фридрих Боденштедт родился 22 апреля 1819 года в Германии в городе Пайне (земля Нижняя Саксония).
В Гёттингенском и Мюнхенском университетах получил прекрасное образование.
В 1840 году приехал в Москву, куда был приглашён в качестве домашнего учителя. Выполнял обязанности наставника сыновей князя Михаила Голицына по 1843 год. Значительную часть свободного времени посвятил совершенствованию своих знаний русского языка и изучению славянской литературы, которую весьма удачно переводит на немецкий язык.
В 1844 году Фридрих Боденштедт по приглашению кавказского наместника генерала Нейдгардта принял должность директора Учительского института в Тифлисе, но уже на другой год отказался от неё, объездил значительную часть Кавказа, Крым, Малую Азию и через европейскую часть Турции и Ионические острова снова вернулся в Германию. Это путешествие подробно описал в своих сочинениях «Die Völker des Kaukasus und ihre Freiheitskämpfe gegen die Russen» и «Tausend und ein Tag im Orient», которые принесли писателю громкую известность.
Одно время Боденштедт был редактором «Австрийского Ллойда» в Триесте, затем «Везерской газеты» в Бремене, а в 1854 году, по личному приглашению баварского короля Максимилиана II переселился в Мюнхен и читал лекции при местном университете о славянских языках и литературах, а позже о древней английской литературе.
В 1867 году Фридрих Боденштедт переехал в Мейнинген, где стал заведовать придворной сценой.
В 1881 году покидает Старый Свет и читает публичные лекции в различных городах Северную Америку.
В 1882 году возвращается в Европу и становится редактором Берлинской газеты «Die Tägliche Rundschau».
Боденштедт известен своими образцовыми переводами, именно с русского (Александра Сергеевича Пушкина, Михаила Юрьевича Лермонтова, украинских народных песен, повестей Ивана Сергеевича Тургенева), с персидского и английского. Переводы с последнего он издал под общим заглавием «Shakspears Zeitgenossen» (Берлин, 1858—60, 3 т.), тут имеются произведения Вебстера, Форда, Марло и т. д.; «Сонеты Шекспира» (4 изд., 1873); «Дневник Шекспира» (1866—1867, 2 т.).

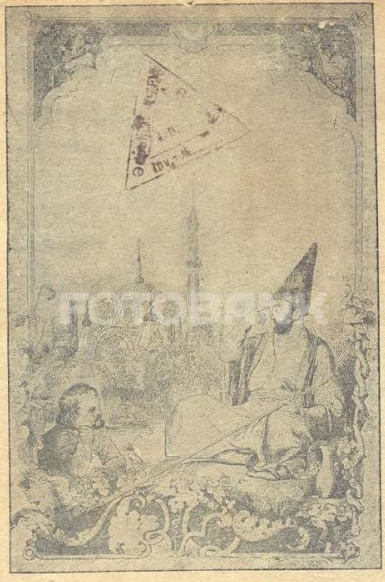
Мирза Шафи Вазех читает свои стихи Боденштедту. Иллюстрация к книге «1001 день на Востоке» (1850)

Мировая популярность Боденштедта основывается не на этих переводных работах, а на оригинальных произведениях, главным образом, на его «Песнях Мирзы Шафи» («Die Lieder des Mirza-Schaffy»), азербайджанского поэта, «Мудреца из Гянджи», как называли Мирза Шафи Вазеха в Европе, которые он взял у самого автора. Своим необыкновенным успехом эти песни обязаны мастерству языка, чисто восточному колориту и добродушному юмору Мирза Шафи Вазеха, который был учителем Фридриха в "татарском", т.е. азербайджанском языке и частично, персидском.
Драмы Боденштедта страдают недостатком движений, а потому не имеют того успеха, которого они заслуживают по изяществу выражения и мысли. К ним принадлежат: трагедия «Дмитрий» (Берл., 1866), «Император Павел», «Александр в Коринфе» и т. д.
Между его эпическими произведениями заслуживают внимания: «Лезгинка Ада», мелкие «Эпические стихотворения» с мастерской вещицей «Херун и Хабакук». Его повести и романы в прозе вышли под общим названием: «Erzählungen und Romanen» (7 т., 1874—78).
Боденштедт принадлежит прекрасное брокгаузовское издание Уильяма Шекспира на немецком языке, в девяти томах (1866—72); затем «Альбом немецкого искусства и немецкой поэзии» (5 изд., 1881) и многие другие.
Фридрих Боденштедт умер в Висбадене 18 апреля 1892 года.